# Estação Sendero
A Estação Sendero é uma das estações do Metrorrey, situada em General Escobedo, seguida da Estação Santiago Tapia. Administrada pela STC Metrorrey, é uma das estações terminais da Linha 2.
Foi inaugurada em 1º de outubro de 2008. Localiza-se na estrada para a Colômbia.